# Stadnina Koni Janów Podlaski
Stadnina Koni Janów Podlaski – istniejąca od 1817 najstarsza państwowa stadnina koni arabskich z siedzibą w Wygodzie.
Do 1994 działała jako Państwowe Gospodarstwo Rolne pod nazwą Stadnina Koni Janów Podlaski. Od 1994 jako Stadnina Koni Skarbu Państwa Janów. Następnie, po przekształceniu, jako Stadnina Koni Janów Podlaski Sp. z o.o. Stadnina specjalizuje się w hodowli koni krwi arabskiej i półkrwi angloarabskiej. Odbywają się w niej coroczne aukcje koni przyciągające hodowców i wystawców z kraju i z zagranicy. Siedziba stadniny znajduje się w Wygodzie k. Janowa, w założonym w 1817 zespole klasycystycznych stajni. Zajmuje ona obszar 2500 ha, co stanowi około 18% powierzchni gminy Janów Podlaski.

## Historia

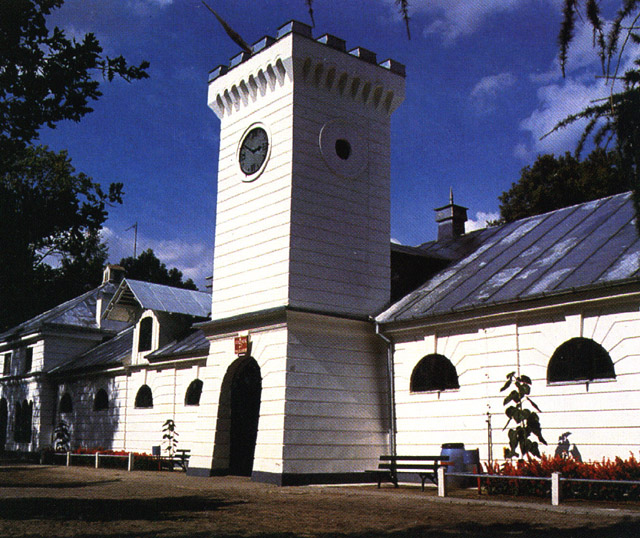
Stajnia Zegarowa

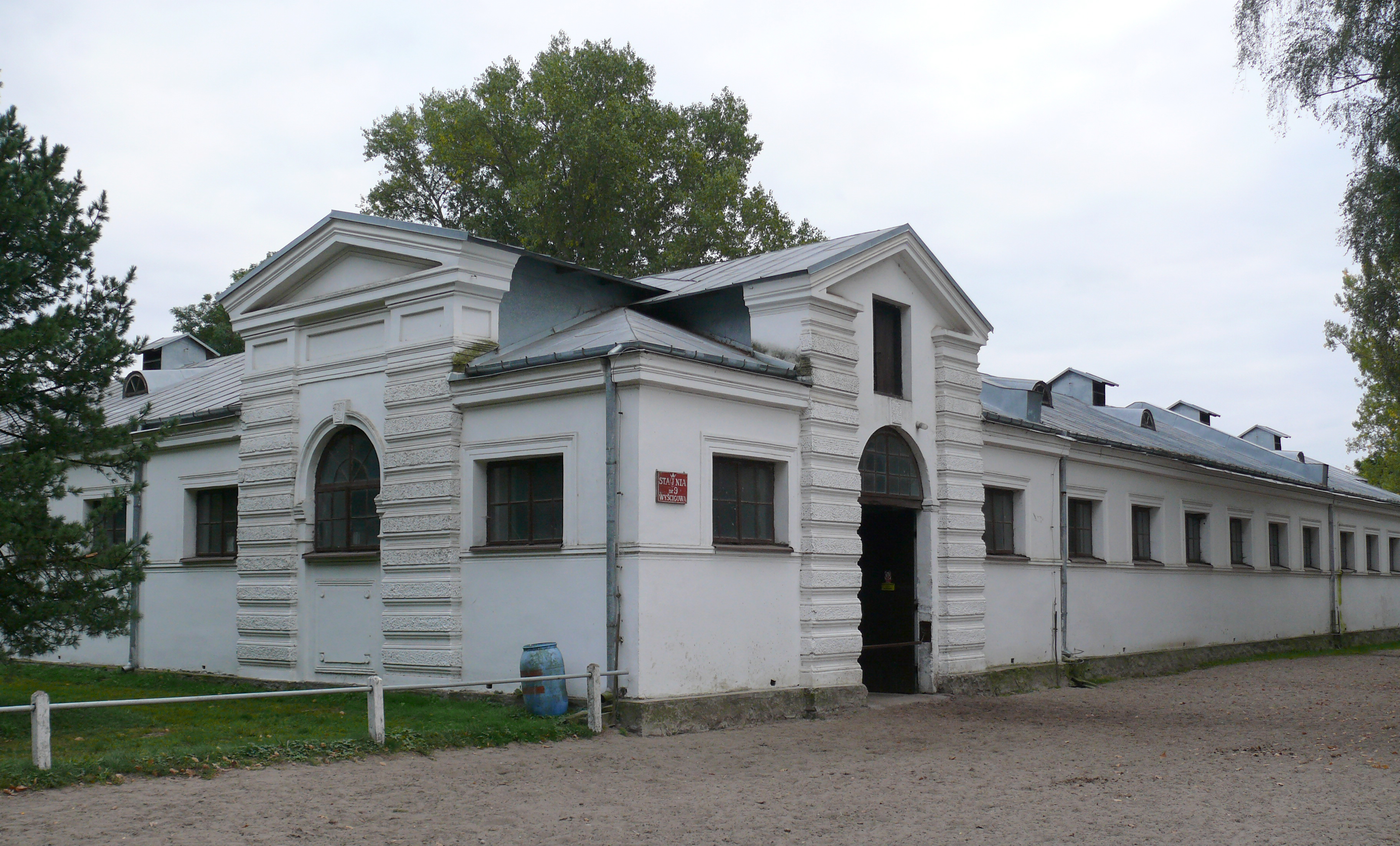
Stajnia wyścigowa

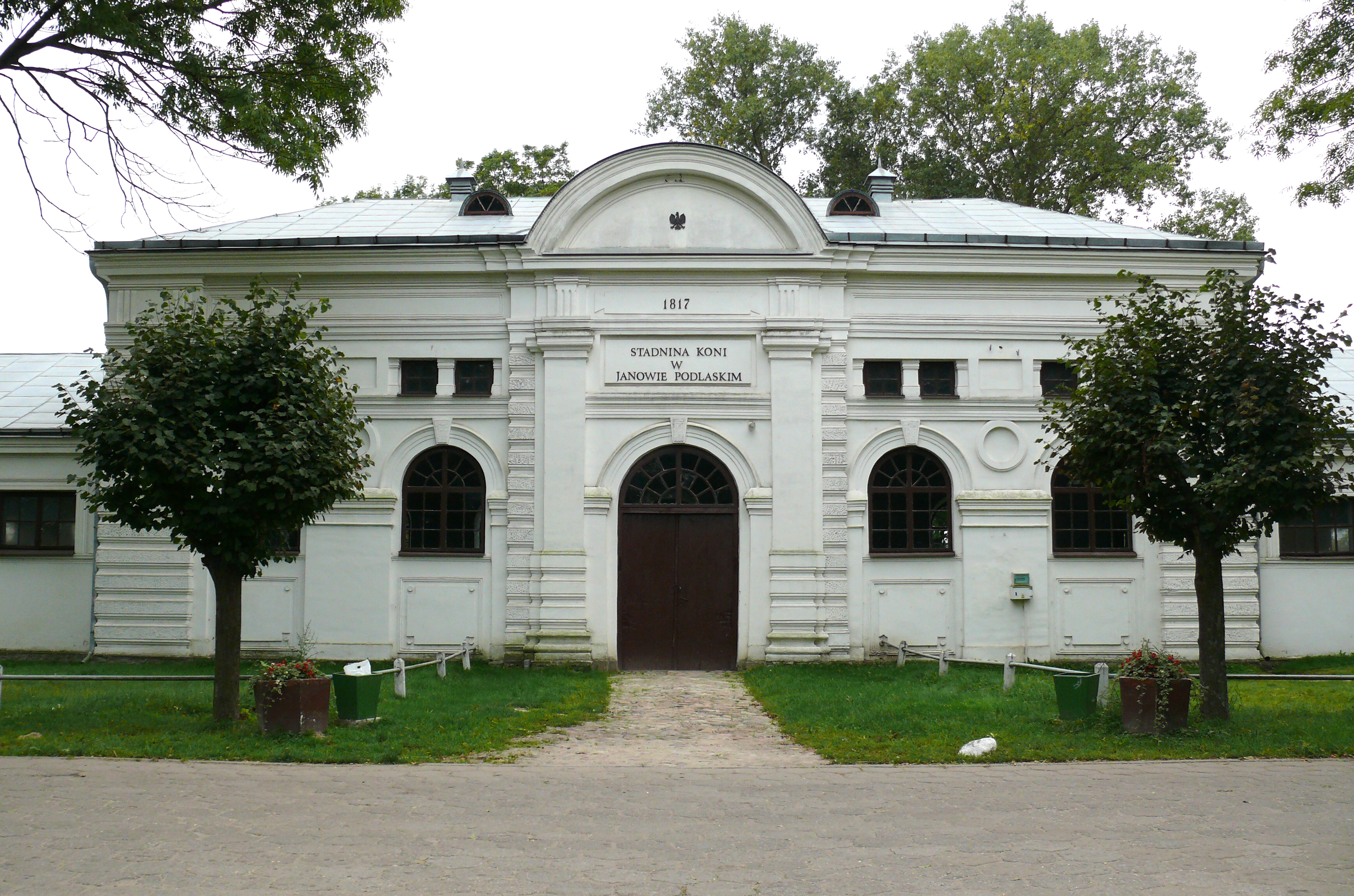
Maneż

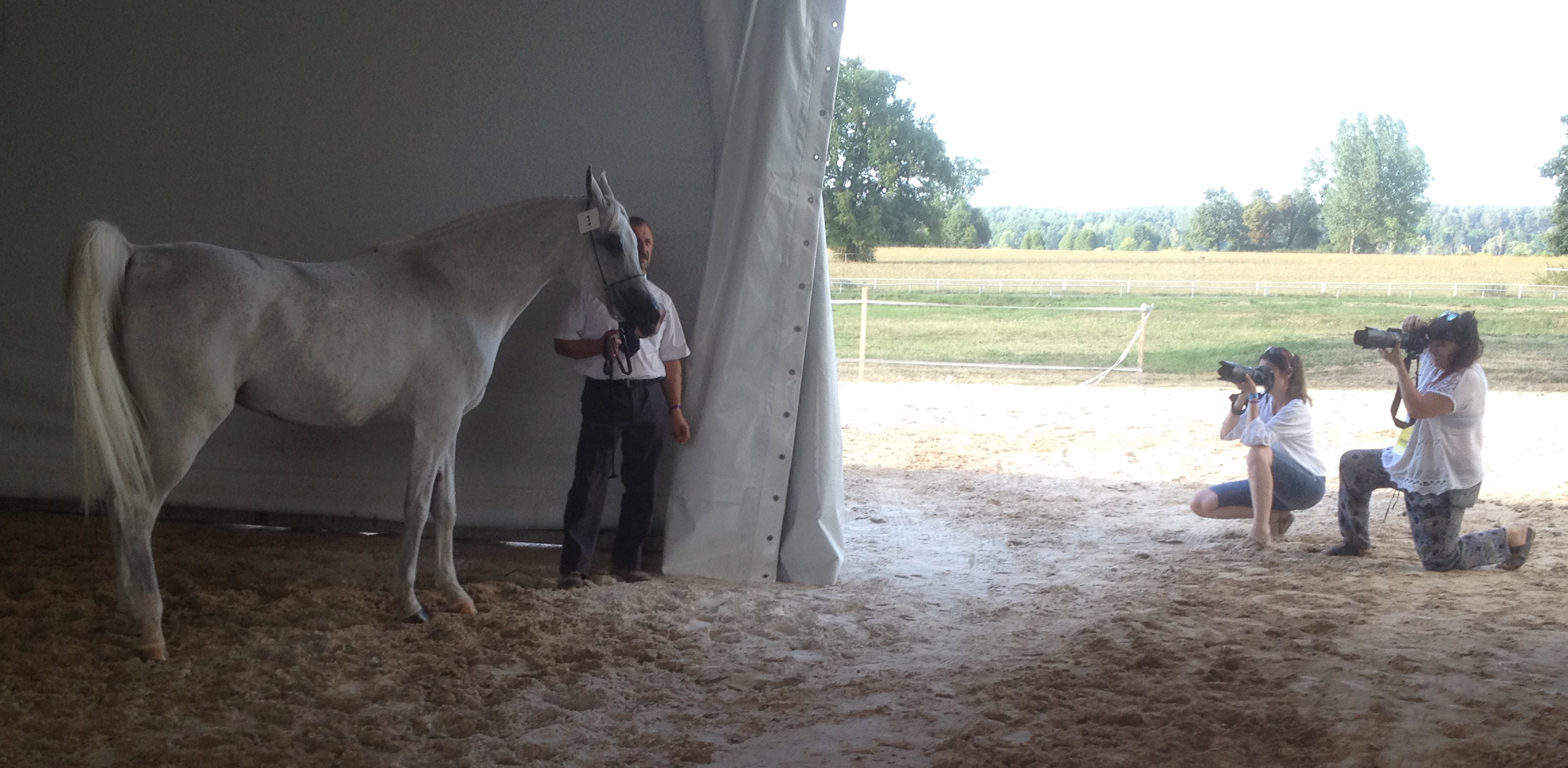
Podczas XLVI Aukcji Pride of Poland (2015)

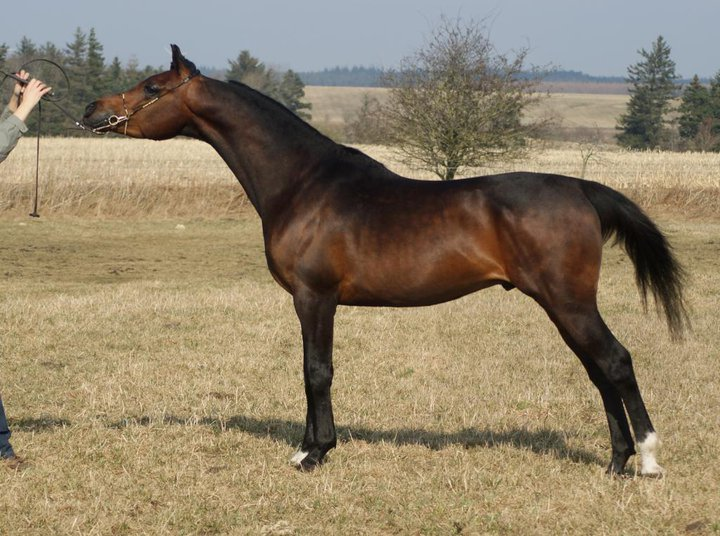
Koń wyhodowany w Janowie Podlaskim

Dzieje stadniny sięgają wojen napoleońskich, w wyniku których liczba koni na ziemiach polskich gwałtownie spadła. Konie były nazbyt cenne dla armii i gospodarki, by nie dostrzegli ich ówcześni rządzący. Aby odzyskać traconą powoli pozycję końskiej potęgi, utworzono na wniosek Rady Administracyjnej Królestwa Polskiego dekretem cesarza Aleksandra I w 1817 roku rządowe stado koni, które stało się zaczątkiem późniejszej stadniny. O decyzji ulokowania tam stada państwowego przesądziło istnienie dużego folwarku Wygoda pod Janowem oraz dużej stadniny poaustriackiej. Organizatorem i pierwszym kierującym w latach 1816–1826 stadniny janowskiej był lekarz weterynarii Jan Ritz. Stworzył on rzeczywiste podwaliny przyszłej hodowli – pozyskując za pozwoleniem Aleksandra I materiał zarodowy ze stadnin cesarskich oraz zakupując go od prywatnych hodowców rosyjskich i angielskich. W grudniu 1817 sprowadził 54 ogiery (25 angielskich, 9 arabskich, 4 duńskie, 2 meklemburskie, 2 kaukaskie i l włoski), 100 klaczy oraz 33 źrebaki. Jego głównym pomocnikiem jako nadzorca stada był były francuski oficer Jan Gosselin który po 1812 został w Polsce i założył tu rodzinę. Jego córką była jedna z Entuzjastek Emilia Gosselin.
W latach 30.–40. XIX w. janowska stadnina stała się poważnym ośrodkiem hipologicznym na centralnych ziemiach Polski. Dzięki pomocy miłośnika koni, jakim był rosyjski namiestnik Królestwa Polskiego Iwan Paskiewicz, janowska stadnina przeżywała złoty okres. W 1841, według planów architekta Henryka Marconiego, wzniesiono pierwszą murowaną stajnię „Czołową”, a w 1848 drugą „Zegarową” z neogotycką wieżą, do której kupiono zegar za olbrzymią wówczas sumę 363 ruble (2400 ówczesnych złotych polskich). Oprócz rządowego stada koni znajdowała się tu także szkoła weterynaryjna oraz szkoła praktyczna hippiki i ujeżdżania (od 1824 roku). W posiadaniu zarządu stada znajdowały się m.in. puchary i medale oraz inne odznaczenia koni kupionych w Europie (np. srebrne puchary słynnej klaczy Armidy, bohaterki toru w Królestwie Polskim, wielokrotnej triumfatorki w wyścigach rozgrywanych w Warszawie, liczne obrazy o tematyce końskiej, biblioteka hipologiczna z szeregiem czasopism polskich i niemieckich). W tym okresie stadniną kierował aż do końca lat siedemdziesiątych XIX wieku jako nadzorca stada rządowego – znakomity fachowiec, radca dworu Filip Eberhardt. Tytularną funkcję dyrektora stada od lipca 1861 pełnił rzeczywisty radca stanu, koniuszy dworu cesarskiego Janusz Rostworowski (1811-1891).
W 1885 Rosjanin Aleksander hrabia Nierodka doprowadził do wzniesienia stajni murowanej „Woroncewa” z 85 boksami. Kupił też szereg cennych koni w Europie Zachodniej, w tym konie pełnej krwi angielskiej oraz arabskiej. To właśnie wtedy pojawiły się w Janowie pierwsze araby. W 1887 jedną stajnię „Wyścigową” hrabia przeznaczył dla koni wyścigowych. Na przełomie XIX i XX wieku Janów Podlaski był najważniejszym ośrodkiem hodowlanym oraz wiedzy hipologicznej w zachodniej części Imperium Rosyjskiego.
Na początku XX wieku Janów dochował się charakterystycznego konia janowskiego, jak to ujęto w literaturze fachowej – „o prawidłowej mocnej budowie oraz jędrnej i odpornej konstytucji”. Wykształcono też dwie własne linie rodów żeńskich. Cały ten dorobek zaprzepaściła I wojna światowa. W lutym 1915 stado wywieziono na wschód i tam prawie wszystkie zginęły. Myśl odtworzenia od podstaw stadniny w Janowie podjęła po 1918 grupa zapaleńców i hipologów polskich. W kwietniu 1919 do pustych i zniszczonych stajni Janowa sprowadzono klacze czystej krwi arabskiej. Już w latach 20. kupowały tam konie zagraniczne stadniny (np. czeskie i niemieckie). W 1924 stadnina janowska zaczęła się specjalizować w hodowli rumaków czystej krwi arabskiej.
Okres rozkwitu przerwał wybuch następnej wojny podczas której zaginęło około 80% koni z Janowskiej Stadniny. Początkowo ewakuowano około 200 koni na Wołyń. Po 17 września konie przewieziono do Janowa, przy czym wiele koni podczas tego transportu zaginęło. Armia Czerwona 25 września zajęła stadninę, podpaliła zabudowania a ocalałe z ewakuacji konie zrabowała i wywiozła w głąb ZSRR. Między nimi klacz Mammona i ogier Ofir. Konie te stanowiły odtąd fundament (ponad 60 procent stanu matek) stadniny koni arabskich w Tiersku koło Piatigorska (Kraj Stawropolski). Na przełomie września i października w 1939 nieliczne pozostałe janowskie araby zostały rozgrabione przez okolicznych mieszkańców, za przyzwoleniem sowieckiego okupanta.
Po zajęciu stadniny przez wojska niemieckie pojawił się w niej Gustav Rau – komisarz do spraw hodowli koni i stadnin w Generalnym Gubernatorstwie. Doprowadził on do tego, że niektóre konie z takimi sławami hodowlanymi jak ogiery Witraż czy Wielki Szlem wróciły stadniny. Jednak ok. 80% janowskich arabów przepadło na zawsze. Ponadto sprowadził do Janowa najlepsze konie czystej krwi. Już w 1940 w janowskiej stadninie odbyła się parada koni i przegląd hodowlany. Hans Fellgiebel, komendant stadniny, zabiegał by koniom i obsługującym je masztalerzom działo się nieźle, jak na wojenne warunki. W stadninie prowadzono badania naukowe pod kierownictwem Bernharda Grzimka między innymi na temat instynktu powrotu konia do stajni.
W lipcu 1944 stado liczące około 300 sztuk koni czystej krwi arabskiej zostało ewakuowane do Niemiec, gdzie poniosło straty podczas bombardowania Drezna. Do Saksonii dostarczono również konie z innych polskich stadnin: Białka, Bogusławice, Dębice, Kozienice. Konie powróciły do kraju w listopadzie 1946 drogą morską. Przez wiele tygodni dwa statki przewożące konie kursowały między Lubeką a Gdynią. Do Janowa Podlaskiego 80 klaczy i źrebaków powróciło 1 listopada 1950, a ogiery rozproszone po innych stadninach znalazły się w Janowie dopiero w 1960. Z Niemiec nie wrócił do kraju sławny ogier Witeź II, którego – jako zdobycz wojenną – wysłał do USA amerykański generał George Patton.
Rozkwit stadniny nastąpił pod koniec lat 50. XX w., kiedy dyrektorem został człowiek związany ze stadniną od grudnia 1939, Andrzej Krzyształowicz. Jemu przypadła rola opiekowania się końmi wywożonymi przez Niemców, on też doprowadził do zorganizowania jesienią 1969 pierwszej aukcji koni arabskich. Od tamtej pory udało się sprzedać za granicę blisko 1000 arabów, przysparzając krajowi wielu dewiz. Największymi sukcesami finansowymi było sprzedanie w 1980 janowskiego ogiera El Paso za 1 milion dolarów, Bandosa za 806 000 dolarów w 1982, a w 1985 klaczy Pencylina za 1,5 mln dolarów. Na akcji w 2015 uzyskano cenę 1,4 mln euro za klacz Pepita, a sprzedaż na tej aukcji zamknęła się kwotą 4 mln euro.
W latach 2000–2016 prezesem stadniny był Marek Trela, związany z nią od 1978. W tym okresie stadnina cieszyła się dużą renomą na świecie, a na organizowane przez nią aukcje Pride of Poland przyjeżdżali hodowcy koni arabskich z całego świata. W 2015 roku stadnina osiągnęła rekordowy zysk 3 milionów złotych. Od lutego 2016 prezesem w wyniku decyzji ministra rządu PiS został działacz Solidarnej Polski Marek Skomorowski, niemający żadnego związku z hodowlą koni. W tym okresie prestiż stadniny podupadł, a także doszło do skandalu związanego ze śmiercią w stadninie dwóch klaczy należących do Shirley Watts, małżonki Charlesa Wattsa. Już w czerwcu tego samego roku, w wyniku rozpisanego przez Agencję Nieruchomości Rolnych konkursu, prezesem został prof. dr hab. Sławomir Pietrzak. Utracił on stanowisko w marcu 2018, a jego następcą został Grzegorz Czochański. Nie udało mu się odbudować pozycji stadniny, a także zarzucano mu, że na aukcję Pride of Poland w 2019 wystawił najlepsze klacze, zubażając linie genetyczne stadniny. Między kwietniem a wrześniem 2020 prezesem był Marek Gawlik, niemający doświadczenia w hodowli koni. Sytuacja nieco się polepszyła za prezesury Lucjana Cichosza, również będącego politykiem PiS, ale posiadającego wykształcenie kierunkowe. Przez kolejne dwa lata stadnina, ponosząca od kilku lat milionowe straty, uzyskała niewielki zysk. W marcu 2023 prezesem kilka dni była Hanna Sztuka, a jej następcą został Marcin Oszczapiński.

## Dyrektorzy i kierownicy
1. Aleksander Potocki (1816/1817[1][16]–1832)
2. Jan Ritz (1816/1819[1]–1826)
3. Andrzej Krzyształowicz (1956[17]–1991[10])
4. Marek Trela (2000–2016[10])
5. Marek Skomorowski (2016[11])
6. Sławomir Pietrzak (2016–2018[11])
7. Grzegorz Czochański (2018–2020[11])
8. Marek Gawlik (2020[18])
9. Lucjan Cichosz (2020–2023[19])
10. Hanna Sztuka (w 2023[11])
11. Marcin Oszczapiński (2023–2024[20])
12. Leszek Świętochowski (2024–2025)[21]
13. Weronika Sosnowska (2025– )[22]